# Dioscorea chouardii
Dioscorea chouardii es una planta rupícola de la familia Dioscoreaceae en peligro crítico de extinción, ya que su población natural se localiza en un pequeño tramo del desfiladero derecho del Noguera Ribagorzana en las cercanías del embalse de Escales, en el municipio de Sopeira en la provincia de Huesca, en España.
Se trata de un geófito que prolifera en las paredes calizas verticales o inclinadas. Las hojas con largos pecíolos y nervadura palmada tienen forma de corazón. Es una planta dioica, las flores masculinas se agrupan en racimos y las femeninas son solitarias con tres tépalos. Su polinización y la diseminación de las semillas se producen, principalmente, por hormigas, que se sienten atraídas por el eleosoma lipídico. El fruto es una cápsula trígona que genera un máximo de seis semillas.
Se han emprendido acciones para minimizar las amenazas (destrucción del hábitat) tratando de limitar las actividades de escalada en la zona y teniendo en cuenta la posible ampliación de la autovía de Lérida a Viella, así como infructuosas actividades de cultivo experimental para una hipotética introducción a su hábitat original/potencial. El gobierno de Aragón ha establecido medidas legales de protección específicas, incluyendo un plan para extenderla a valles vecinos.